# Alex Olmedo
Alex Olmedo, egentligen Alejandro Olmedo, född 24 mars 1936 i Arequipa, Peru, död 9 december 2020 i Los Angeles, USA, var en amerikansk tennisspelare. Olmedo vann som amatörspelare säsongerna 1958-59 tre titlar i Grand Slam-turneringar, varav två i singel och en i dubbel. Han var också uppe i ytterligare tre GS-finaler. Olmedo rankades  1959 som världstvåa bland amatörer. 
Olmedo upptogs 1987 i International Tennis Hall of Fame.

## Tenniskarriären
Olmedo vann sin första GS-titel 1958 i herrdubbel i Amerikanska mästerskapen tillsammans med amerikanen Hamilton Richardson. Säsongen därpå, 1959, vann han herrsingeltiteln i Australiska mästerskapen genom att finalbesegra den australiske spelaren Neale Fraser (6-1, 6-2, 3-6, 6-3). På sommaren 1959 deltog han i Wimbledonmästerskapen och nådde även där finalen. Han mötte där Rod Laver som han besegrade i tre raka set (6-4, 6-3, 6-4).  I september samma år spelade han final i Amerikanska mästerskapen, men förlorade den mot Neale Fraser. 
Olmedo blev professionell spelare omedelbart efter Amerikanska mästerskapen 1959. Hann vann US Pro-titeln 1960 genom finalvinst över Tony Trabert. 
Olmedo deltog i det amerikanska Davis Cup-laget 1958–1959. Han spelade totalt nio matcher av vilka han vann sju. Han bidrog genom sina två singelsegrar över Ashley Cooper och Malcolm Anderson och dubbelsegern, till att USA återtog DC-titeln 1958 från Australien.

## Spelaren och personen
Alex Olmedo var den förste peruanske tennisspelaren som nådde världselitnivå inom sin idrott. Det anges ofta att han hade förfäder bland både azteker och spanjorer. Han läste vid University of Southern California i USA, där han också spelade tennis. År 1958 fick han amerikanskt medborgarskap. Olmedos talang för spelet upptäcktes under studietiden av Perry Jones som var president för Pacific South West Tennis Association och dessutom lagkapten för det amerikanska Davis Cup-laget.  Jones utsåg den nyblivne amerikanen Olmedo att representera sitt nya hemland USA i Davis Cup. 
Olmedo spelade aldrig "krafttennis", men rörde sig på banan med smidighet och ägde en utomordentlig bollkänsla. Detta gjorde honom till en skicklig nätspelare med goda volleyslag.

## Grand Slam-titlar
- Australiska mästerskapen
  - Singel - 1959
- Wimbledonmästerskapen
  - Singel - 1959
- Amerikanska mästerskapen
  - Dubbel - 1958 (med Hamilton Richardson)

## Professionella tennismästerskap
- US Pro - 1960